# Alger (Washington)
Pour les articles homonymes, voir Alger (homonymie).
Alger  est une census-designated place américaine de l'État de Washington dans le comté de Skagit. 
La population était de 403 habitants en 2010.